# Hiti (architettura)

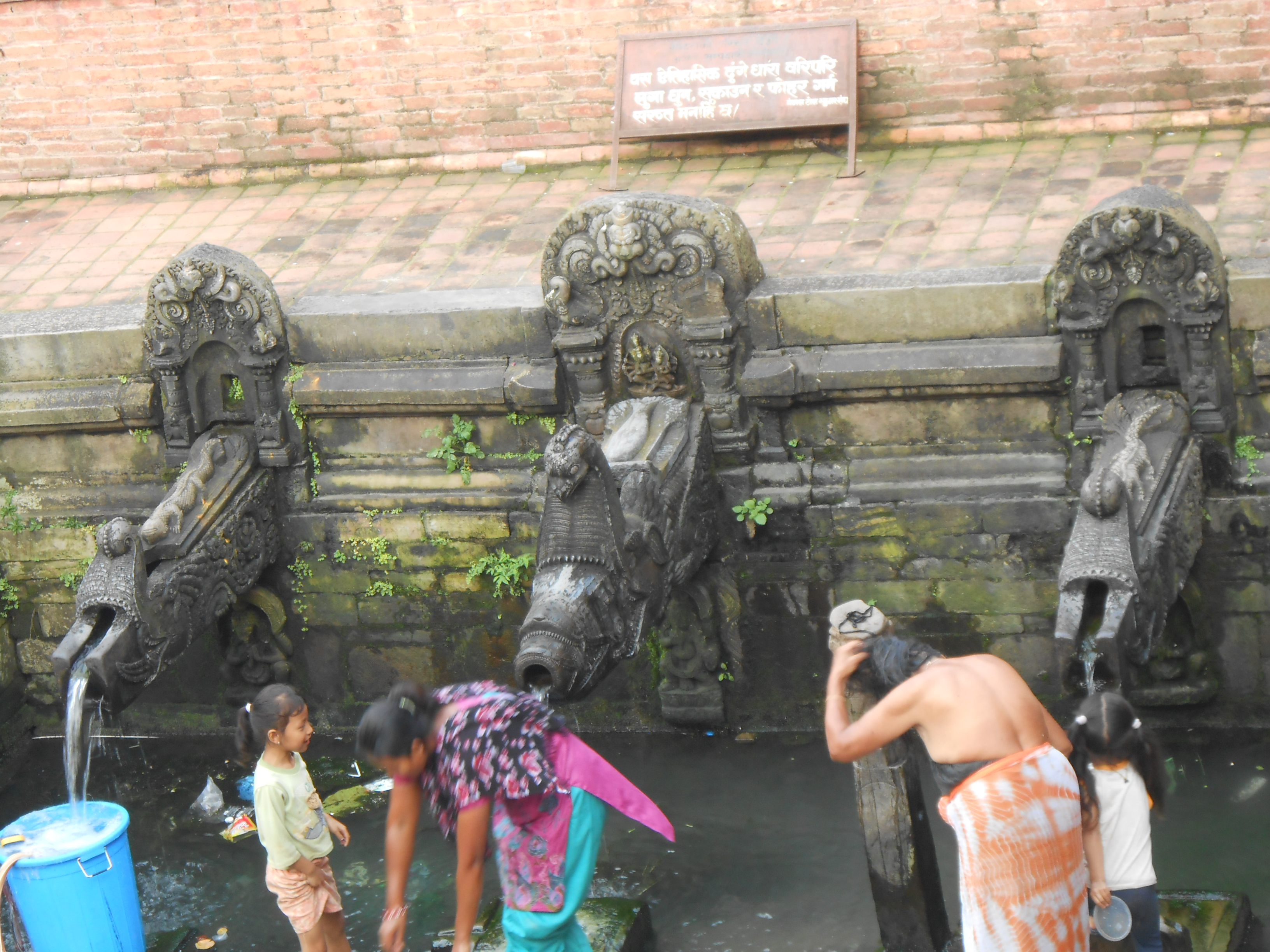
Hiti di Patan

Hiti è il nome di una tipica costruzione nepalese. Sostanzialmente è associata ad un fontana di forma varia, in genere scavata al di sotto del livello stradale e riccamente decorata di sculture. Negli hiti scorre acqua dolce, infatti sono comunemente utilizzate per questo scopo. Esse si trovano nei centri storici di molte città del Nepal, come a Katmandu, Patan e Bhaktapur.